# 福尔斯湾

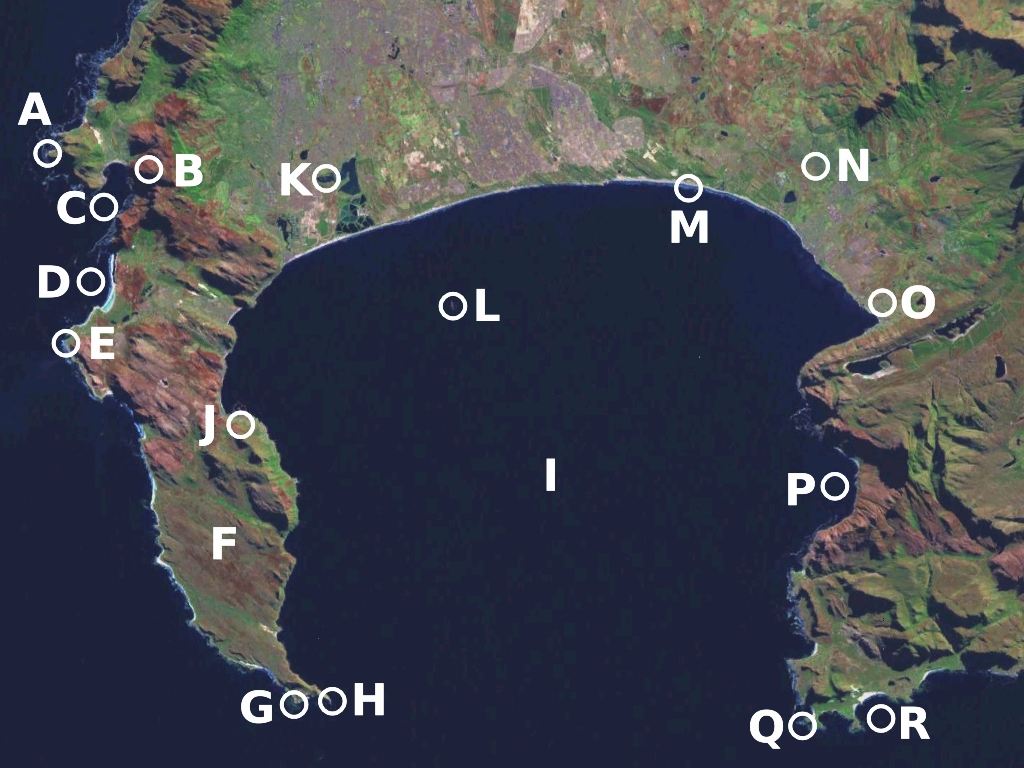
福尔斯湾及周边地区的卫星地图。A：Duikerpunt； B: 君士坦蒂亚堡； C：豪特湾；D：切普曼湾；E：斯朗科普角；F：开普半岛；G：好望角；H：开普角；I：福尔斯湾；J：西蒙斯顿；K：Rondevlei自然保护区；L: 锡尔岛（海豹岛）；M: The Strand；N：西萨默赛特；O：Gordon's Bay；P：Spark's Bay ；Q：杭克勒普角；R: Hol Bay。

福尔斯湾（英語：False Bay）也译为法尔斯湾、错湾、错误湾，位于南非西南端，西为开普半岛，北部和东部被非洲大陆所环绕。由于早期的水手常常将其与北部的桌湾相混淆，故名“错湾”。